# Young Flu
O Grêmio Recreativo Social e Cultural Torcida Organizada Young Flu, é uma torcida organizada do Fluminense Football Club.

## História
A Young Flu surgiu da união de um grupo de jovens amigos em 1970, todos estudantes na época, que tinham entre si algo mais em comum: torcer pelo Fluminense, e um ideal, o de tornar mais efetivo o seu incentivo a esse grande clube, formando assim uma torcida que viria a ser a maior torcida organizada do Fluminense.
Seus associados possibilitam o equilíbrio necessário que possibilita o desenvolvimento de um trabalho direcionado à sua manutenção e ao seu crescimento, constante e organizado.
O reconhecimento a todo este trabalho se fez presente no dia 10 de novembro de 1995 quando receberam da Assembleia Legislativa do Estado do Rio de Janeiro, a "Moção de Louvor", fato este registrado nos canais desta conceituada casa, pela participação ativa ao Fluminense, abrilhantando o esporte em seu Estado. Este é o resumo da História da Young Flu. Uma verdadeira paixão em torcida. Young Flu, também conhecida como "TYF".
Seu lema é "Poucos a viram nascer, muitos a viram crescer, ninguém há de vê-la morrer".
É representada por gestos que caracterizam união com outras torcidas organizadas. Chamada união "punho colado".
O reconhecimento chamado "União Punho Colado", foi feito pela união com a torcida Fúria Independente (Paraná Clube) e com a torcida Fúria Independente HSG (Guarani Futebol Clube), formando assim o Trio de Ferro.

### Núcleos
- 1º Núcleo - Méier (sede oficial da torcida)
- 2º Núcleo - Abolição
- 3º Núcleo - Vila da Penha
- 4º Núcleo - Tijuca / Grajaú / Vila Isabel
- 5º Núcleo - Centro / Zona Sul
- 6º Núcleo - Vila Valqueire / Osvaldo Cruz / Madureira / Campinho
- 7º Núcleo - Jacarepaguá
- 8º Núcleo - Rocha Miranda / Coelho Neto / Honório Gurgel / Pavuna / Barros Filho
- 9º Núcleo  - Zona Oeste
- 10º Núcleo - São Gonçalo
- 11º Núcleo - Niterói
- 12º Núcleo - Duque de Caxias
- 13º Núcleo - Baixada Fluminense (Nova Iguaçu / Mesquita / Queimados / São João de Meriti / Belford Roxo)
- 14º Núcleo - Ilha do Governador
- 15º Núcleo - Barra da Tijuca / Recreio dos Bandeirantes
- 16º Núcleo - Macaé
- 17º Núcleo - Campos dos Goytacazes
- 18º Núcleo - Petrópolis
- 19º Núcleo - Brasília - DF
- 20º Núcleo - Teresópolis
- 21º Núcleo - Resende
- 22º Núcleo - Vitória - ES
- 23º Núcleo - Nova Friburgo
- 25º Núcleo - Cachoeiras de Macacu
- 26º Núcleo - Santa Maria Madalena
- 27º Núcleo - Nilópolis
- 28º Núcleo - Itaguaí
- 29º Núcleo - Santo Antônio de Pádua
- 30º Núcleo - Juiz de Fora - MG
- 31º Núcleo - Barra Mansa / Volta Redonda / Barra do Piraí
- 32º Núcleo - Magé / Guapimirim
- 33º Núcleo - Curitiba - PR
- 34º Núcleo - Rio Bonito
- 35º Núcleo - Santa Catarina - SC
- 36º Núcleo - Goiás - GO
- 37º Núcleo - Rio das Ostras
- 38º Núcleo - São Paulo - SP
- 39º Núcleo - Região dos Lagos
- 40º Núcleo - Leopoldina (Vila Cruzeiro / Complexo do Alemão / Olaria / Penha / Ramos / Bonsucesso)
- 41º Núcleo - Araruama
- 42º Núcleo - Aracaju - SE
- 43º Núcleo - Buenos Aires - (Argentina)
- 44º Núcleo - Recife - PE
- 45º Núcleo - USA - (Estados Unidos)
- 46º Núcleo - Itaperuna
- 47º Núcleo - Itatiaia
- 48º Núcleo - Fortaleza - CE
- 49º Núcleo - Búzios
- 50º Núcleo - Manaus - AM
- 51° Núcleo - Japerí
- 52º Núcleo - Bahia - BA
- 53º Núcleo - Paraíba - PB
- 54º Núcleo - Belém - PA
- 55º Núcleo - Natal - RN
- 56º Núcleo - Montevidéo - (Uruguai)
- 57º Núcleo - Ubá - MG
- Núcleo Young Beer Flu
- Young Flu - Núcleo Feminino
- Young Flu - Núcleo de Festa

## Aliados e amizades

### União Punho Colado
- Fúria Independente - Guarani - SP
- Fúria Independente - Paraná - PR
- Leões Da TUF do Fortaleza - CE
- Esquadrão Vilanovense - Vila Nova - GO
- Torcida Máfia Vermelha - América - RN

- Torcida Falange Tricolor - Fluminense de Feira - BA

- Torcida Jovem do Galo -             Treze - PB

### União Internacional
- La Pandilla - Vélez Sarsfield
- Los del Sur - Atlético Nacional
- Virage Auteuil -  Paris Saint Germain
- La Banda del Camion - Rampla Juniors Fútbol Club